# Віхтюк Андрій Вікторович
Андрі́й Ві́кторович Віхтю́к — український військовик, полковник Державної прикордонної служби України.
Станом на липень 2019 року — директор департаменту Адміністрації Державної прикордонної служби України.

## Нагороди
За особисту мужність і героїзм, виявлені у захисті державного суверенітету та територіальної цілісності України, вірність військовій присязі під час російсько-української війни нагороджений орденом Богдана Хмельницького III ступеня (27.5.2015).